# Liste der Naturdenkmäler im Landkreis Kronach
Die Liste der Naturdenkmäler im Landkreis Kronach nennt die Naturdenkmäler in den Städten, Märkten und Gemeinden im Landkreis Kronach in Bayern.

## Naturdenkmäler
Im Landkreis Kronach gab es im November 2008 diese Naturdenkmäler. Geschützt ist neben den Bäumen auch jeweils ein Umkreis von 7 m um den Stamm, gemessen in 1 m Höhe über dem Erdboden.

### Kronach
In Kronach sind diese Naturdenkmäler verzeichnet.
| Bild                       | Nummer  | Bezeichnung                 | Gemarkung                | Lage                                           | Beschreibung |
| -------------------------- | ------- | --------------------------- | ------------------------ | ---------------------------------------------- | ------------ |
| Bierbergeiche bei Bierberg | 476/001 | Bierbergeiche Quercus robur | Flur Nr. 441 Knellendorf | 200 m nördlich von Bierberg im Feld (Standort) |              |
|                            | 476/002 | Rosenhoflinde Tilia cordata | Flur Nr. 303 Dörfles     | im Südosten des Rosenhofgartens (Standort)     |              |
| weitere Bilder             | 476/003 | Tanzlinde Tilia cordata     | Flur Nr. 80 Fischbach    | an der Südgrenze des Schlossgartens (Standort) |              |

### Küps
In Küps sind diese Naturdenkmäler verzeichnet.
| Bild           | Nummer  | Bezeichnung                      | Gemarkung                    | Lage                                          | Beschreibung |
| -------------- | ------- | -------------------------------- | ---------------------------- | --------------------------------------------- | ------------ |
| weitere Bilder | 476/004 | Nageler Eichen 3 × Quercus robur | Flur Nr. 504 Oberlangenstadt | am Südwesthang der Fasanerie Nagel (Standort) |              |
| weitere Bilder | 476/005 | Tüschnitzer Eiche Quercus robur  | Flur Nr. 32/5 Tüschnitz      | an der KC 13 mitten in Tüschnitz (Standort)   |              |
|                | 476/006 | Wendelineiche Quercus robur      | Flur Nr. 448 Burkersdorf     | am Gutshof in Emmersheim (Standort)           |              |
| weitere Bilder | 476/007 | Dorflinde Tilia cordata          | 648 Oberlangenstadt          | Dorfplatz in Hummenberg (Standort)            |              |

### Marktrodach
In Marktrodach ist dieses Naturdenkmal verzeichnet.
| Bild           | Nummer  | Bezeichnung                 | Gemarkung       | Lage                                        | Beschreibung |
| -------------- | ------- | --------------------------- | --------------- | ------------------------------------------- | ------------ |
| weitere Bilder | 476/009 | Friedenseiche Quercus robur | 108 Seibelsdorf | am Kriegerdenkmal in Seibelsdorf (Standort) |              |

### Mitwitz
In Mitwitz sind diese Naturdenkmäler verzeichnet.
| Bild | Nummer  | Bezeichnung                          | Gemarkung       | Lage                                                       | Beschreibung |
| ---- | ------- | ------------------------------------ | --------------- | ---------------------------------------------------------- | ------------ |
|      | 476/010 | Große Buche Fagus sylvatica          | 502 Leutendorf  | am Waldrand östlich von Häusles (Standort)                 |              |
|      | 476/011 | Die 4 Schwestern 4 × Fagus sylvatica | 133 Kaltenbrunn | im oberen Öfelsgraben am Weg zur Heunischenburg (Standort) |              |

### Stockheim
In Stockheim ist dieses Naturdenkmal verzeichnet.
| Bild           | Nummer  | Bezeichnung                | Gemarkung     | Lage                                  | Beschreibung                                                                  |
| -------------- | ------- | -------------------------- | ------------- | ------------------------------------- | ----------------------------------------------------------------------------- |
| weitere Bilder | 476/012 | Maurerseiche Quercus robur | 22 Neukenroth | am Schulhof von Neukenroth (Standort) | Der Baum musste Ende 2019 teilweise abgetragen werden, da er abgestorben war. |

### Teuschnitz
In Teuschnitz sind diese Naturdenkmäler verzeichnet.
| Bild                    | Nummer  | Bezeichnung                  | Gemarkung      | Lage                                                 | Beschreibung |
| ----------------------- | ------- | ---------------------------- | -------------- | ---------------------------------------------------- | ------------ |
|                         | 476/014 | Kremnitztanne Abies alba     | 424 Wickendorf | ca. 100 m südwestlich der Finkenmühle (Standort)     |              |
| Haßlachbuche in Haßlach | 476/015 | Haßlachbuche Fagus sylvatica | 225 Haßlach    | vor dem Betriebsgebäude Petz Elektro GmbH (Standort) |              |

### Tschirn
In Tschirn ist dieses Naturdenkmal verzeichnet.
| Bild                   | Nummer  | Bezeichnung           | Gemarkung    | Lage                                                                | Beschreibung |
| ---------------------- | ------- | --------------------- | ------------ | ------------------------------------------------------------------- | ------------ |
| Dobertanne bei Tschirn | 476/016 | Dobertanne Abies alba | 1027 Tschirn | im oberen Dobertal an der bayerisch-thüringischen Grenze (Standort) |              |

### Weißenbrunn
In Weißenbrunn ist dieses Naturdenkmal verzeichnet.
| Bild               | Nummer  | Bezeichnung                      | Gemarkung        | Lage                                                         | Beschreibung |
| ------------------ | ------- | -------------------------------- | ---------------- | ------------------------------------------------------------ | ------------ |
| Wildenberger Linde | 476/017 | Wildenberger Linde Tilia cordata | 1034 Weißenbrunn | am alten Kirchweg von Wildenberg nach Weißenbrunn (Standort) |              |

### Wilhelmsthal
In Wilhelmsthal ist dieses Naturdenkmal verzeichnet.
| Bild | Nummer  | Bezeichnung           | Gemarkung    | Lage                                   | Beschreibung |
| ---- | ------- | --------------------- | ------------ | -------------------------------------- | ------------ |
|      | 476/018 | Hofeibe Taxus baccata | 21 Eibenberg | im Hof von Eibenberg Nr. 34 (Standort) |              |

## Flächenhafte Naturdenkmäler
Im Landkreis Kronach gibt es 2018 diese flächenhaften Naturdenkmäler.
| Bild | Nummer | Bezeichnung                   | Gemarkung                                             | Lage                                                                         | Beschreibung                                                                      |
| ---- | ------ | ----------------------------- | ----------------------------------------------------- | ---------------------------------------------------------------------------- | --------------------------------------------------------------------------------- |
|      | 1      | Feuchtgebiet bei der Neumühle | Wallenfels (Flurnummern 576, 580 und 577)             | etwa 1200 m östlich der Stadt Wallenfels im Tal der Wilden Rodach (Standort) | extensiv genutzte, nahezu ebene Talwiese mit verschiedenen Pflanzengesellschaften |
|      | 2      | Schwarzer See                 | Mitwitz (Flurnummern 454 und 452)                     | zwischen Mitwitz und Burgstall südlich der Bundesstraße 303 (Standort)       | Stauweiher mit Feuchtwald und naturnahen Verlandungsbereichen                     |
|      | 3      | Schöner See                   | Mitwitz (Flurnummern 436 und 437)                     | zwischen Mitwitz und Burgstall nördlich der Bundesstraße 303 (Standort)      | extensiv genutzter Fischteich mit zentraler Insel                                 |
|      | 4      | Streuwiese am Kehlbachsberg   | Windheim (Flurnummern 560 und 560/2)                  | ca. 1 km südlich von Kehlbach (Standort)                                     | extensiv genutzte Wiese und deren Quellsumpf                                      |
|      | 5      | Ebersdorfer Schieferbruch     | Ebersdorf (Flurnummern 967/2, 968, 965 und 969)       | westlich von Ebersdorf an der KC 1 (Standort)                                | Dachschieferaufschluss mit kleinem Grundwassersee                                 |
|      | 6      | Haiger Moor                   | Haig (Flurnummer 218)                                 | südlich von Haig am Fuß des Kienberges (Standort)                            | seltenes Übergangsmoor                                                            |
|      | 7      | Steilhang Biegenwiesen        | Dörfles (Flurnummern 92, 100 und 102)                 | östlich von Dörfles (Standort)                                               | naturnaher Hangwald mit Quelle und artenreiche Obstwiese                          |
|      | 8      | Buchstaude                    | Steinbach an der Haide (Flurnummern 486, 493 und 499) | etwa 800 m südöstlich von Steinbach an der Haide (Standort)                  | im nördlichen Frankenwald seltener Bestand an Rotbuchen (Fagus sylvatica)         |